# Liste der Kellergassen in Großriedenthal
Die Liste der Kellergassen in Großriedenthal führt die Kellergassen in der niederösterreichischen Gemeinde Großriedenthal an.
| Foto |                 | Kellergasse                       | Standort                                         | Beschreibung |
| ---- | --------------- | --------------------------------- | ------------------------------------------------ | --- |
| ja   | Datei hochladen | Mühlgraben                        | KG: Großriedenthal Standort                      | Die beidseitige Einzelkellergasse befindet sich südlich außerhalb des Orts in einem Graben. Sie umfasst 12 Gebäude auf 70 Metern Länge, teils traufständig, teils in Schildmauerform. Die Hälfte der Keller sind erneuerungsbedürftig. Die älteste Datierung ist von 1941. |
| ja   | Datei hochladen | Reithergraben                     | KG: Großriedenthal Standort                      | Die beidseitige Einzelkellergasse befindet sich in einem Hohlweg westlich knapp außerhalb des Orts. Sie umfasst 40 Gebäude auf 350 Metern Länge. Die Mehrheit der Keller ist traufständig, etwa ein Drittel ist erneuerungsbedürftig. |
| BW   | Datei hochladen | Wolfsgrube                        | KG: Großriedenthal Standort                      | Das beidseitige X-förmige Kellergassensystem befindet sich südwestlich außerhalb des Orts, vorwiegend in Grabenlage. Es umfasst 39 Gebäude auf 400 Metern Länge. Die Mehrheit der Keller ist traufständig, fast die Hälfte ist erneuerungsbedürftig. |
| BW   | Datei hochladen | Laimgrube                         | KG: Neudegg (Gemeinde Großriedenthal) Standort   | Das beidseitige Kellergassensystem befindet sich westlich außerhalb des Orts, vorwiegend in Grabenlage. Es umfasst 37 Gebäude (darunter sieben Scheunen) auf 500 Metern Länge. Die Mehrheit der Keller ist traufständig. |
| BW   | Datei hochladen | Hintaus                           | KG: Neudegg (Gemeinde Großriedenthal) Standort   | Die einseitige Einzelkellergasse befindet sich im nordwestlichen Hintaus an einer Geländekante. |
| BW   | Datei hochladen | Zausenberg                        | KG: Neudegg (Gemeinde Großriedenthal) Standort   | Nördlich außerhalb der Ortschaft befinden sich vier Keller einseitig in einem Graben. |
| BW   | Datei hochladen | Steinthal, Hauthal, beim Friedhof | KG: Ottenthal (Gemeinde Großriedenthal) Standort | Das beidseitige Kellergassensystem befindet sich am östlichen Ortsrand. Es umfasst zwei gegenüberliegende Kellerzeilen (die östliche wird Steinthal genannt, die westliche Hauthal) jeweils an Geländekanten, und einige weitere Keller und Scheunen am östlichen Ortsrand in der Nähe des Friedhofs. Schmidbaur nennt dafür insgesamt 33 Gebäude, überwiegend traufständig, auf 450 Metern Länge. Anmerkung: Die von Schmidbaur genannten Zahlen sind deutlich zu klein für den gesamten östlichen Ortsrand. Die von ihm verwendete Bezeichnung „Steinthal (beim Friedhof)“ deutet (lediglich) auf die Umgebung des Friedhofs und die von dort nach Norden führenden Geländekanten hin. Es scheint, dass er den Dorfgraben (siehe folgender Listeneintrag) in seiner Arbeit vergessen hat. |
| BW   | Datei hochladen | Dorfgraben                        | KG: Ottenthal (Gemeinde Großriedenthal) Standort | Die einseitige Kellergasse befindet sich an einer Geländekante östlich außerhalb des Orts. Auf einer Länge von mehr als 400 m befanden sich hier etwa 35 Keller; gut die Hälfte davon ist noch erhalten. |
| BW   | Datei hochladen | Marienberg                        | KG: Ottenthal (Gemeinde Großriedenthal) Standort | Die Einzelkellergasse – nur auf einem kurzen Abschnitt in Ortsnähe beidseitig – führt vom nördlichen Ortsrand in einem Graben bzw. an einer Geländekante nach Norden. Sie umfasst auf 700 Metern Länge 48 Gebäude, überwiegend traufständig. Die älteste Datierung ist von 1858. |
| BW   | Datei hochladen | Hintaus                           | KG: Ottenthal (Gemeinde Großriedenthal) Standort | Die 100 Meter lange einseitige Einzelkellergasse liegt im südlichen Hintaus an einer Geländekante. |

| Foto:                    | Fotografie der Kellergasse (Gesamtheit). Klicken des Fotos erzeugt eine vergrößerte Ansicht. Daneben finden sich zwei Symbole: \| Weitere Bilder vorhanden \| Das Symbol bedeutet, dass weitere Fotos des Objekts verfügbar sind. Durch Klicken des Symbols werden sie angezeigt. \| \| Eigenes Foto hochladen \| Durch Klicken des Symbols können weitere Fotos des Objekts in das Medienarchiv Wikimedia Commons hochgeladen werden. \| |
| Name:                    | Bezeichnung der Kellergasse |
| Standort:                | Es ist die Katastralgemeinde (KG) angegeben. Durch Aufruf des Links Standort wird die Lage der Kellergasse in verschiedenen Kartenprojekten angezeigt. |
| Beschreibung             | Kurze Beschreibung der Kellergasse |
| Weitere Bilder vorhanden | Das Symbol bedeutet, dass weitere Fotos des Objekts verfügbar sind. Durch Klicken des Symbols werden sie angezeigt. |
| Eigenes Foto hochladen   | Durch Klicken des Symbols können weitere Fotos des Objekts in das Medienarchiv Wikimedia Commons hochgeladen werden. |